# Campsas
Campsas (okzitanisch: Campsàs) ist eine französische Gemeinde mit 1.472 Einwohnern (Stand: 1. Januar 2022) im Département Tarn-et-Garonne in der Region Okzitanien (vor 2016: Midi-Pyrénées). Sie gehört zum Arrondissement Montauban und ist Teil des Kantons Verdun-sur-Garonne (bis 2015: Kanton Grisolles). Die Einwohner werden Campsanais genannt.

## Geographie
Campsas liegt etwa 13 Kilometer südsüdwestlich von Montauban und etwa 33 Kilometer nordnordwestlich von Toulouse. Das Gemeindegebiet wird im Westen vom Flüsschen Rieu Tort durchquert. Umgeben wird Campsas von den Nachbargemeinden Labastide-Saint-Pierre im Norden, Orgueil im Osten, Fronton im Südosten, Fabas im Süden, Canals und Dieupentale im Südwesten, Bessens im Westen sowie Montbartier im Nordwesten.
Durch die Gemeinde führen die Autoroute A62 und die frühere Route nationale 20 (heutige D820).
| Jahr      | 1962 | 1968 | 1975 | 1982 | 1990 | 1999 | 2006  | 2017  |
| --------- | ---- | ---- | ---- | ---- | ---- | ---- | ----- | ----- |
| Einwohner | 554  | 485  | 495  | 559  | 636  | 870  | 1.032 | 1.368 |

## Sehenswürdigkeiten
- Kirche Saint-Blaise aus dem 19. Jahrhundert

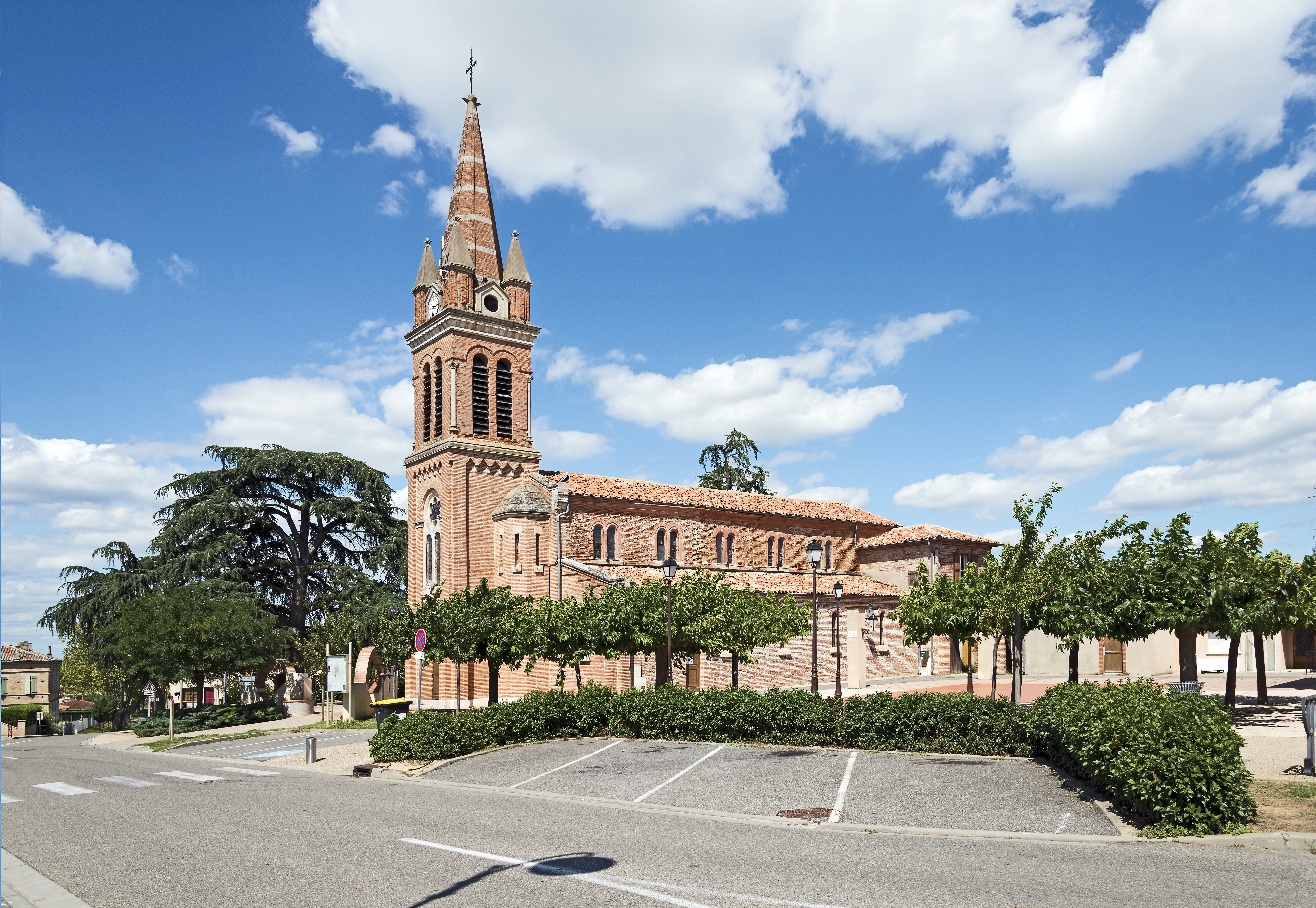
Kirche Saint-Blaise